# La Playa D.C.
Pour plus de détails, voir Fiche technique et Distribution.
La Playa D.C. est un film colombo-franco-brésilien écrit et réalisé par Juan Andrés Arango sorti en 2012.
Le film a été présenté au Festival de Cannes 2012 dans la sélection « Un certain regard », et il est sélectionné pour représenter la Colombie aux Oscars du cinéma 2014 dans la catégorie meilleur film en langue étrangère.

## Synopsis
Comme son petit frère Jairo, toxicomane, Tomás est mis à la porte de chez lui par sa mère et son compagnon, Joel. Ce jeune afro-colombien, sans argent ni travail, erre dans les rues du quartier défavorisé de la Playa, à Bogotá. Pris entre les rêves d’évasion de son aîné, Chaco, et son obsession de retrouver Jairo, Tomás doute du choix à faire.
Mais après de funestes évènements, il décide de rester à Bogotá en tant que barbier. Il a en effet une attirance pour ce métier qui lui permet d’exercer sa passion du dessin en toute liberté.

## Fiche technique
- Titre : La Playa D.C.
- Réalisation : Juan Andrés Arango
- Scénario : Juan Andrés Arango
- Direction artistique : Angélica Perea
- Décors : Juan David Bernal
- Costumes :
- Photographie : Nicolas Canniccioni
- Son : Márcio Câmara et Isabel Torres
- Montage : Felipe Guerrero
- Musique : Erick Bongcam, Jacobo Vélez, Iván Benavides, Flaco Flow y Melanina, Choquibtown et Jiggy Drama
- Production : Juan Andrés Arango et Diana Bustamante
- Sociétés de production : Bananeira Filmes, Burning Blue, Séptima Films, Cinesud Promotion et Hangar Films
- Distribution :
- Budget :
- Pays d’origine :  Colombie /  France /  Brésil
- Langue : espagnol
- Format : couleur - 35mm - 2.35:1
- Genre : drame autobiographique
- Durée : 90 minutes
- Dates de sortie :
  - Colombie : 19 octobre 2012
  - France : mai 2012 (festival de Cannes 2012) ; 17 avril 2013 (sortie nationale)

## Distribution
- Luis Carlos Guevara : Tomás
- Andrés Murillo : Jairo
- James Solís : Chaco

## Distinctions

### Récompenses
- Festival du film latino-américain de Lima 2012 : premier prix du meilleur premier film

### Nominations
- Festival de Cannes 2012 : sélection « Un certain regard »
- Festival du film de Gindou 2012
- Festival des cinémas et cultures d'Amérique latine de Biarritz 2012
- Festival du film de Hambourg 2012
- Festival du film de Varsovie 2012
- Festival international du film de Stockholm 2012
- Festival du film d'Arras 2012
- Festival du film de Sarlat 2012
- Festival international du film de Rotterdam 2013
- Festival du film de Belgrade 2013
- Festival international du film de Chicago 2013 : sélection « New Directors Competition »
- Festival international du film de Seattle 2013